# Qualea ferruginea
Qualea ferruginea är en tvåhjärtbladig växtart som beskrevs av Julian Alfred Steyermark. Qualea ferruginea ingår i släktet Qualea och familjen Vochysiaceae. Inga underarter finns listade i Catalogue of Life.